# Strada statale 620 del Passo di Lavazè
La strada statale 620 del Passo di Lavazè (SS 620) è una strada statale italiana di collegamento tra la Provincia autonoma di Bolzano e la Provincia autonoma di Trento mediante l'omonimo passo.

## Percorso
Ha origine in Val d'Ega, per la precisione nella località Ponte Nova all'interno del comune di Nova Ponente, distaccandosi dalla strada statale 241 di Val d'Ega e Passo di Costalunga. Prosegue quindi in direzione sud toccando la località di Novale e, dopo essere entrata nella Provincia autonoma di Trento, valica il passo di Lavazè ad un'altitudine di 1.805 m s.l.m.
Scende quindi in direzione di Varena, superata la quale termina il proprio percorso nel centro abitato di Cavalese, in piena Val di Fiemme.

## Storia
Già contemplata nel piano generale delle strade aventi i requisiti di statale del 1959, è solo col decreto del Ministro dei lavori pubblici del 19 agosto 1971 che viene elevata a rango di statale con i seguenti capisaldi d'itinerario: "Innesto strada statale n. 241 a Ponte Nova - Novale - Passo di Lavazè - innesto strada statale n. 48 a Cavalese".
In seguito al decreto legislativo 2 settembre 1997, n° 320, dal 1º luglio 1998, la gestione è passata dall'ANAS alla Provincia autonoma di Bolzano e alla Provincia autonoma di Trento. Queste ultime hanno lasciato la classificazione e la sigla di statale (SS) alla strada, poiché non si tratta di un trasferimento dal demanio dello Stato a quello delle Regioni, ma di una delega in materia di viabilità e pertanto la titolarità resta sempre in capo allo Stato.